# 广口藓
广口藓（学名：Pohlia wahlenbergii），又名瓦伦丝瓜藓，为真藓科丝瓜藓属下的一个种。該植物在全球范围内的欧洲、亚洲、北非、美洲、澳大利亚、新西兰和南极洲都有分布。

## 扩展阅读
- 維基物種上的相關：广口藓